# ایمان عالمی
ایمان عالمی (زاده ۵ اسفند ۱۳۴۶) بازیکن سابق و مربی فوتبال اهل ایران است. وی سابقه قهرمانی در جام باشگاه‌های آسیا ۹۱–۱۹۹۰  با استقلال تهران را دارد. ایمان عالمی در لیگ برتر فوتبال ایران ۰۴–۱۴۰۳ سرپرست استقلال تهران شد.

## افتخارات
بازیکن(استقلال تهران)
قهرمان آسیا جام باشگاه‌های آسیا ۹۱–۱۹۹۰
قهرمان جام باشگاه‌های تهران ۱۳۷۰
قهرمان سوپر جام تهران ۱۳۷۳
قهرمان لیگ ۳  ایران ۱۳۷۲
قهرمان جام استقلال قطر ۱۹۹۱
نایب قهرمان جام باشگاه‌های آسیا ۱۹۹۱
نایب قهرمان لیگ فوتبال ایران ۱۳۷۰
نایب قهرمان لیگ فوتبال ایران ۱۳۷۳

مربی
قهرمان لیگ برتر فوتبال ایران ۹۲–۱۳۹۱

سرپرست
قهرمان جام حذفی ایران 1404